# 移民の歌
「移民の歌」  (いみんのうた、Immigrant Song) は、イギリスのロックグループ、レッド・ツェッペリンの楽曲。1970年、彼らの第3作アルバム『レッド・ツェッペリン III』のA面1曲目に収められて発表された。作詞作曲はジミー・ペイジとロバート・プラント。レコードでの演奏時間は2分20秒余。

## 概要
他の『レッド・ツェッペリン III』収録曲と同様1970年前半、ブロン・イ・アーでリハーサルされていたが、同年6月、公演に訪れたアイスランドでプラントが歌詞のヒントを得て完成した。
経緯としてはバンドが英国政府とアイスランド政府による文化交流プログラムの招致でレイキャヴィークでの公演依頼を受けた。本番前日、現地で公務員達によるストライキが発生しており講演のキャンセルになるかと思われたが、6月22日(月)レイキャヴィークのLaugardalshöll Hallにて地元学生達の斡旋により公演が実現、成功を収めた。この出来事がロバート・プラントに曲を書くきっかけを与え、数日後のツアー(Tour of Iceland, Bath and Germany, Summer 1970)で控えたバースフェスティバルの講演で披露した。
歌詞は上記のアイスランドでの出来事と、北欧から移民したヴァイキングがアイスランド、続いてグリーンランド、ユーラシアの一部を征服し、最終的に北米に渡った歴史と北欧神話を参照している。曲の始まりのコーラス「land of the ice and snow」とはアイスランドであり、続いて「From the midnight sun where the hot springs flow」、夏は白夜によって最大24時間の日照時間すなわち「真夜中の太陽」と、温泉地としも有名な特徴を挙げ示している。コーラスに続いて最初の詩「The hammer of the gods：神々の鉄槌」とは北欧神話の神トールの持っている鉄槌であるミョルニルのことである。ヴァイキングの行く先々で起こる戦争の勝利を、神トールが勝利へと導くという北欧神話を引用したことを「Led Zeppelin: The Story of the Biggest Band of the 70s」のインタビューで答えている。
アメリカ、日本などでシングルカットされた。B面はオリジナル・アルバム未収録の「ヘイ・ヘイ・ホワット・キャン・アイ・ドゥ（Hey, Hey, What Can I Do）」。アメリカではビルボードチャートで16位まで上昇するヒットとなった。なお「ヘイ・ヘイ・ホワット・キャン・アイ・ドゥ」は1972年にアトランティック・レコードが発売したコンピレーション・アルバム『The New Age of Atlantic』に収録されている。
ほぼ同時期に発表されたドイツのハードロックバンド、ルシファーズ・フレンドの楽曲「Ride The Sky」が「移民の歌」に酷似しており、ルシファーズ・フレンドが盗用したのではないかと疑惑もあがっていたが、彼らは「Ride The Sky」をレッド・ツェッペリンがリリースする前からライブで演奏していた。

## ステージ・パフォーマンス
『レッド・ツェッペリン III』の発売に先立って1970年7月16日、バス・フェスティバルで初演。以後1972年前半のアメリカツアー終了まで約2年間、「ハートブレイカー」とともに、コンサート開幕を飾る強力なメドレーとして演奏された。ライヴ演奏時には、レコード版には無い長いギターソロが演奏された。1972年後半から1973年初めまではアンコール曲となり、それ以後はプラントの喉の悪化のためか、レパートリーから外された。

## 楽曲の使用
「移民の歌」は人気の高いナンバーの一つであり、特に曲冒頭部のプラントの雄叫びは、テレビ番組などでしばしば戦いのテーマ曲として使用されている。
プロレスラーのブルーザー・ブロディがかつて入場のテーマ曲として「移民の歌」を使用しており、現在は真壁刀義が布袋寅泰バージョンを入場テーマ曲として使用している。ただし、新日本プロレスワールドでは権利上の関係で別の曲に差し替えられる。尚、試合会場及びテレビ放送では流れるようになっている。
NFLのミネソタ・バイキングスが2007年シーズンから試合前のテーマ曲として「移民の歌」を使用している。
2017年公開の映画『マイティ・ソー バトルロイヤル』では、劇中の挿入歌として使用されている。

## カバー
- 同じくイギリスのロックグループであるクイーンは、1986年の西ベルリン公演でこの曲を披露したことがある[3]。
- ミュージシャンの布袋寅泰が原曲名の「Immigrant Song」としてカバーしている。
- 映画『ドラゴン・タトゥーの女』の冒頭において、トレント・レズナーとカレンOによるカバーが用いられている。